# Ian Shields
Ian Shields (1973 körül–) amerikai amerikaifutball-játékos és -edző, 2023-tól a Minot State Beavers vezetőedzője. Korábban az Eastern Oregon Mountaineers, a Lenoir–Rhyne Bears és a Jacksonville Dolphins vezetőedzője volt.
1990 és 1993 között az Oregon State Beavers quarterbackje, később edzőhelyettese volt.

## Eredményei vezetőedzőként
| Év                                                            | Eredmény                                          | Eredmény                                          | Helyezés                                          |
| Év                                                            | Összesített                                       | Konferencia                                       | Helyezés                                          |
| Eastern Oregon Mountaineers (Frontier Conference)             | Eastern Oregon Mountaineers (Frontier Conference) | Eastern Oregon Mountaineers (Frontier Conference) | Eastern Oregon Mountaineers (Frontier Conference) |
| ------------------------------------------------------------- | ------------------------------------------------- | ------------------------------------------------- | ------------------------------------------------- |
| 2006                                                          | 6–5                                               | 5–5                                               | 4.                                                |
| 2007                                                          | 1–10                                              | 1–9                                               | 6.                                                |
| Eredmény:                                                     | 7–15                                              | 6–14                                              | –                                                 |
| Lenoir–Rhyne Bears (South Atlantic Conference)                |                                                   |                                                   |                                                   |
| 2014                                                          | 11–1                                              | 7–0                                               | 1.                                                |
| 2015                                                          | 5–5                                               | 3–4                                               | T-5.                                              |
| Eredmény:                                                     | 16–6                                              | 10–4                                              | –                                                 |
| Jacksonvile Dolphins (Pioneer Football League)                |                                                   |                                                   |                                                   |
| 2016                                                          | 5–5                                               | 4–3                                               | 4.                                                |
| 2017                                                          | 7–4                                               | 5–3                                               | T-3.                                              |
| 2018                                                          | 2–8                                               | 1–7                                               | 10.                                               |
| 2019                                                          | 3–9                                               | 1–7                                               | T-9.                                              |
| Eredmény:                                                     | 17–26                                             | 11–20                                             | –                                                 |
| Minot State Beavers (Northern Sun Intercollegiate Conference) |                                                   |                                                   |                                                   |
| 2023                                                          | 1–10                                              | 1–9                                               | T-10.                                             |
| 2024                                                          | 5–6                                               | 4–6                                               | 10.                                               |
| Eredmény:                                                     | 6–16                                              | 5–15                                              | –                                                 |
| Összesen:                                                     | 46–63                                             | –                                                 | –                                                 |
| Jelmagyarázat: Konferenciabajnok                              |                                                   |                                                   |                                                   |

## Fordítás
- Ez a szócikk részben vagy egészben  az   Ian Shields című angol Wikipédia-szócikk ezen változatának fordításán alapul.  Az eredeti cikk szerkesztőit annak laptörténete sorolja fel. Ez a jelzés csupán a megfogalmazás eredetét és a szerzői jogokat jelzi, nem szolgál a cikkben szereplő információk forrásmegjelöléseként.